# NGC 4149
NGC 4149 est une galaxie spirale intermédiaire vue par la tranche et située dans la constellation de la Grande Ourse. Elle a été découverte par l'astronome germano-britannique William Herschel en 1789. Cette galaxie a aussi été observée par Herschel l'année suivante, le 18 mars 1790, et il ne s'est pas rendu compte qu'il avait déjà observé et noté la position de celle-ci. Cette observation a été inscrite au catalogue NGC sous la désignation NGC 4154.

## Caractéristiques
Sa vitesse par rapport au fond diffus cosmologique est de 3 206 ± 11 km/s, ce qui correspond à une distance de Hubble de 47,3 ± 3,3 Mpc (∼154 millions d'al).
Selon la base de données Simbad, NGC 4149 est une radiogalaxie.